# Piano Bar
Piano Bar ist das fünfte Studio-Album der französischen Sängerin Patricia Kaas.

## Über das Album
“This Album is inspired by the movie of Claude Lelouch ‘And now… Ladies and Gentlemen’”

heißt es auf dem Cover zu dem 2002 erschienenen Album Piano Bar von Patricia Kaas. Allerdings handelt es sich bei diesem Album nicht um einen Soundtrack zu dem Film, in dem Patricia Kaas eine der Hauptrollen spielt. Im Gegensatz zu den Vorgängeralben Le mot de Passe und Je te dis vous (um nur einige zu nennen) und dem Nachfolger Sexe fort ist Piano Bar hauptsächlich in englischer Sprache gehalten (mit Ausnahme des 1997 ausschließlich für den amerikanischen Markt produzierten Albums Café Noir).

“With this Record, I wanted to pay a tribute and restore the term "Piano Bar", which was a vehicle for french chanson in so many places around the world”

Auf dem von Robin Millar produzierten Album (er produzierte bereits das Album Je te dis vous von 1993) befinden sich mehrere Cover-Versionen von bekannten Titeln. Where Do I Begin stammt im Original aus dem Soundtrack zu dem Filmklassiker Love Story. Der Titel If You Go Away ist eine englischsprachige Version des Titels Ne me quitte pas von Jacques Brel aus dem Jahr 1959. Un homme et une femme aus dem Jahr 1966 von Francis Lai war Bestandteil des Soundtracks zu dem gleichnamigen Film von Claude Lelouch. Eine weitere Hommage an die großen französischen Chanson-Sänger stellt der Titel Yesterday When I Was Young aus der Feder von Charles Aznavour dar, im französischen Original heißt der Titel Hier encore.
Bezüglich der Chartplatzierung war Piano Bar mit einem Platz 12 das zweiterfolgreichste Album (nach Mademoiselle chante…) von Patricia Kaas in Deutschland. In Frankreich erreichte es mit dem 10. Platz dafür nur knapp die Top 10.
Sonderausgaben: Limitierte Version, CD + DVD Version

## Trackliste
1. My Man (Mon homme)
2. If You Go Away (Ne me quitte pas)
3. What Now My Love (Et maintenant)
4. Un homme et une femme
5. The Summer Knows (Un été 42)
6. I Wish You Love (Que reste-t-il de nos amours?)
7. Yesterday When I Was Young (Hier encore)
8. Les Moulins de mon coeur (The Windmills of Your Mind)
9. Autumn Leaves (Les feuilles mortes)
10. Where Do I Begin (Love Story)
11. Syracuse
12. La Mer
13. And Now … Ladies & Gentlemen (générique)
14. If You Go Away (remix)

Limitierte Version:
1.–12. wie oben
13. Avec Le Temps (Bonus)

14. If You Go Away (remix)

15. And Now … Ladies & Gentlemen (générique)
CD + DVD Version (Erschienen: 27. Januar 2003):

Trackliste wie oben
Bonus-DVD:

Filmtrailer von And Now … Ladies and Gentlemen

Video zu If You Go Away